# Laura Audere
Laura Audere (Riga, 24 febbraio 1984) è un'ex cestista lettone.
Ala di 181 cm,  ha giocato in Eurocoppa nel 2006-2007 e nelle Nazionali giovanili lettoni.

## Statistiche
Dati aggiornati al 24 aprile 2012
| Stagione        | Squadra              | Competizione | Partite | Partite | Partite | Statistiche tiro | Statistiche tiro | Statistiche tiro | Altre statistiche | Altre statistiche | Altre statistiche | Altre statistiche | Altre statistiche |
| Stagione        | Squadra              | Competizione | Pres.   | Titol.  | Minuti  | Tiri da 2        | Tiri da 3        | Liberi           | Rimb.             | Assist            | Rubate            | Stopp.            | Punti             |
| --------------- | -------------------- | ------------ | ------- | ------- | ------- | ---------------- | ---------------- | ---------------- | ----------------- | ----------------- | ----------------- | ----------------- | ----------------- |
| 2007-2008       | Gea Magazzini Alcamo | Serie A2     | 33      | 30      | 1084    | 123/266          | 43/132           | 68/106           | 243               | 17                | 62                | 8                 | 459               |
| Totale carriera |                      |              |         |         |         |                  |                  |                  |                   |                   |                   |                   |                   |